# ناصر الموسى
ناصر بن علي عبد الله الموسى (1956م) هو أكاديمي سعودي، عُين عضواً في مجلس الشورى السعودي  بأمر ملكي في 29 صفر 1434هـ الموافق لـ11 يناير 2013م. يعد ناصر الموسى أحد رواد خدمة المكفوفين في المملكة لما قام به من دراسات بحثية وندوات تهدف للرفع من مستوى حياة المكفوف.

## الحياة التعليمية
حاز ناصر الموسى على شهادة البكالوريوس في مجالي علم اللغويات وعلم النفس من جامعة سان فرانسيسكو الحكومية سنة 1980م. أتمم بعدئذ دراساته العليا في الماجستير والدكتوراه، حيث حصل على شهادة الماجستير في مجال التربية الخاصة بالتركيز على شؤون المعوقين بصرياً من الجامعة ذاتها سنة 1982م. وشهادة الدكتوراه في مجال التربية الخاصة بالتركيز على شؤون المعوقين بصرياً من جامعة فاندربلت سنة 1987م.

## الحياة المهنية
- عضو مجلس الشورى اعتباراً من 3/3/1434 هـ،[1][3] واستمر لثلاث دورات مُتتالية: (1434-1438هـ)، (1438-1442هـ)، (1442-1446هـ).[6]
- مشرف عام على جائزة الأميرة سميرة بنت عبد الله الفيصل الفرحان آل سعود للتوحد اعتباراً من عام 1431 هـ، 2010 م[3]
- مستشار غير متفرغ للتربية الخاصة بمشروع الملك عبد الله بن عبد العزيز لتطوير التعليم العام اعتباراً من 1431هـ الموافق 2010 م
- أمين عام لجائزة الملك سلمان لأبحاث الإعاقة اعتباراً من عام 1430 هـ، الموافق 2009م
- مستشار علمي متطوع لدار مسارات للدراسات والاستشارات اعتباراً من عام 1428هـ، الموافق 2007 م
- مشرف عام على جائزة الشيخ محمد بن صالح بن سلطان للتفوق العلمي والإبداع في التربية الخاصة اعتباراً من عام 1425 هـ، الموافق 2004 م
- مستشار علمي غير متفرغ بمؤسسة سلطان بن عبد العزيز آل سعود الخيرية اعتباراً من عام 1424هـ الموافق 2003 م حتى 1432 هـ الموافق 2011 م
- مستشار شؤون التعليم بوزارة التربية والتعليم على المرتبة الخامسة عشرة اعتباراً من1/8/1423 هـ
- المشرف العام على التربية الخاصة بوزارة التربية والتعليم اعتباراً من 1/1/1417هـ حتى 1/1/1429هـ.[7]
- مشرف عام على مطابع خادم الحرمين الشريفين لطباعة القرآن الكريم بطريقة برايل اعتباراً من 1/1/1417 هـ، الموافق 1996 م
- رئيس قسم التربية الخاصة بكلية التربية، جامعة الملك سعود اعتباراً من 15/11/1412هـ حتى 30/12/ 1416هـ
- أستاذ مشارك بقسم التربية الخاصة بكلية التربية، جامعة الملك سعود اعتباراً من 23/12/1415هـ حتى 1/8/1423هـ
- أستاذ مساعد بقسم التربية الخاصة بكلية التربية، جامعة الملك سعود اعتباراً من 18/3/1408هـ حتى 22/12/1423هـ
- معلم في معهد النور بالرياض لمدة ستة أشهر بعد الحصول على شهادة الثانوية العامة.

## عضويات المجالس واللجان
- رئيس مجلس إدارة جمعية المكفوفين الخيرية بمنطقة الرياض.[3]
- رئيس الفريق العلمي بمدينة سلطان بن عبد العزيز للخدمات الإنسانية.[3]
- رئيس اللجنة العلمية التابعة لفريق مؤسسة سلطان بن عبد العزيز آل سعود الخيرية لدعم وتطوير برامج التربية الخاصة في الكليات والجامعات السعودية.
- رئيس فريق التربية الخاصة بمشروع الملك عبد الله بن عبد العزيز لتطوير التعليم العام (تطوير).
- رئيس فريق خبراء اليونسكو لتعريب أدلة مرجعية في التعليم الجامع.
- رئيس اللجنة العلمية للملتقى العلمي الأول لأبحاث الإعاقة: التصميم والمناهج الذي نظمه مركز الملك سلمان لأبحاث الإعاقة ومدينة الملك عبد العزيز للعلوم والتقنية.
- رئيس مجموعة خبراء إعداد دليل تطبيق التعليم الشامل في الدول العربية المشكلة من قبل مكتب اليونسكو الإقليمي للتربية في الدول العربية – بيروت.
- رئيس اللجنة العلمية للملتقى الحادي عشر للجمعية الخليجية للإعاقة.
- رئيس اللجنة العلمية للملتقى العاشر للجمعية الخليجية للإعاقة.
- رئيس اللجنة العلمية للملتقى التاسع للجمعية الخليجية للإعاقة.
- رئيس اللجنة العلمية للملتقى الثامن للجمعية الخليجية للإعاقة.
- رئيس اللجنة المشتركة لدراسة أوضاع المعوقين فوق سن الخامسة عشر.
- رئيس المشروع الوطني لتقييم تجربة المملكة العربية السعودية في مجال دمج الأطفال ذوي الاحتياجات التربوية الخاصة في مدارس التعليم العام.
- رئيس مشـروع تطوير البرامج التربويـة لفئات المعاقـين بدول الخليج العربية.
- رئيس لجنة إعداد نظام برايل العربي المطور
- رئيس اللجنة المنظمة لمؤتمر تطوير وتوحيد خط برايل العربي في مجال الحاسب الآلي ورموز الاختصارات والعلوم والرياضيات الذي نظمته الأمانة العامة للتربية الخاصة بوزارة المعارف في المملكة العربية السعودية.
- رئيس اللجنة المنظمة لندوة الاتجاهات المعاصرة في التعليم والتأهيل المهني للمعوقين سمعياً التي نظمتها الأمانة العامة للتربية الخاصة بوزارة المعارف في المملكة العربية السعودية.
- رئيس اللجنة العليا المشتركة للإشراف على المؤتمر الأول حول تشتت الانتباه وفرط الحركة الذي نظمه مستشفى الملك فيصل التخصصي ومركز الأبحاث بالتعاون مع الأمانة العامة للتربية الخاصة بوزارة التربية والتعليم.
- رئيس اللجنة الاستشارية لتنفيذ توصيات المؤتمر الأول حول تشتت الانتباه وفرط الحركة.
- رئيس اللجنة العلمية للمؤتمر الدولي لصعوبات التعلم الذي نظمته الأمانة العامـة للتربية الخاصـة بوزارة التربيـة والتعليم بالمملكة العربية السعودية.
- رئيس اللجنة التنظيمية للمؤتمر الدولي لصعوبات التعلم الذي نظمته الأمانة العامة للتربية الخاصة بوزارة التربية والتعليم بالمملكة العربية السعودية.
- اللجنة المنظمة لندوة التعليم والتقنية المساعدة للمعوقين التي نظمها مركز الأمير سلمان لأبحاث الإعاقة.
- رئيس اللجنة العلمية للملتقى العربي الأول للموهوبين المعوقين الذي نظمته مؤسسة الملك عبد العزيز ورجاله لرعاية الموهوبين.
- رئيس اتحاد الشرق الأوسط للمكفوفين.
- رئيس اللجنة العلمية بالجمعية الخليجية للإعاقة.
- رئيس مجلس الأمانة العامة للتربية الخاصة.
- رئيس الأسرة الوطنية للتربية الخاصة.
- رئيس المجموعات الاستشارية التخصصية للتربية الخاصة.
- رئيس مجلس إدارة نادي الحاسب الآلي للمكفوفين.
- رئيس الهيئة الاستشارية لمجلة الفجر الخاصة بالمكفوفين.
- رئيس الهيئة الاستشارية لرسالة التربية الخاصة التي تصدر عن الأمانة العامة للتربية الخاصة بوزارة التربية والتعليم.
- رئيس لجنة دراسة استحداث أقسام التربية الخاصة بكليات المعلمين.
- رئيس مجموعة العمل الخاصة بإعداد وتدريب الكوادر البشرية في مجال ذوي الاحتياجات التربوية الخاصة: إحدى فعاليات المؤتمر العربي الإقليمي حول إدماج ذوي الاحتياجات التربوية الخاصة في التعليم النظامي، بيروت، لبنان.
- رئيس لجنة الخطط الدراسية بقسم التربية الخاصة، جامعة الملك سعود.
- رئيس لجنـة الندوات والمؤتمرات بقسم التربيـة الخاصة، جامعـة الملك سعود.
- رئيس اتحاد الطلاب الأجانب في التربية الخاصة بجامعة فاندربلت Vanderbilt University.
- مجلس إدارة الجمعية الخليجية للإعاقة.
- مجلس إدارة المعهد السعودي البحريني للمكفوفين.
- مجلس الأمناء بمركز الأمير سلمان لأبحاث الإعاقة.
- اللجنة العلمية بمركز الأمير سلمان لأبحاث الإعاقة.
- اللجنة العلمية لمؤسسة الملك عبد العزيز ورجاله لرعاية الموهوبين.
- لجنة الرعاية بجمعية الأطفال المعوقين.
- فريق العمل الذي أعد النظام الوطني لرعاية المعوقين في المملكة العربية السعودية.
- فريق البحث الوطني لدراسة الإعاقة لدى الأطفال المعوقين بالمملكة العربية السعودية.
- اللجنة التنفيذية بالاتحاد العالمي للمكفوفين.
- مجلس الأطفال غير العاديين في الولايات المتحدة.
- رابطة تأهيل وتعليم المعوقين بصرياً في الولايات المتحدة.
- مجلس وزارة التربية والتعليم.
- مجلس قطاع البنين بوزارة التربية والتعليم.
- مجلس وكالة الوزارة لتعليم البنين.
- مجلس التطوير التربوي بوزارة التربية والتعليم.
- لجنة تنسيق خدمات المعوقين بوزارة الشؤون الاجتماعية
- اللجنة الاستشارية للبحوث والدراسات التربوية والتعليمية بوزارة التربية والتعليم.
- لجنة قضايا منسوبي الجامعة، جامعة الملك سعود.
- لجنة اختيار المعيدين والمحاضرين بالكلية، كلية التربية، جامعة الملك سعود.
- اللجنة العلمية للمؤتمر الدولي الثاني للإعاقة والتأهيل الذي نظمه مركـز الأمير سلمـان لأبحـاث الإعاقة بالتعاون مع جمعية الأطفال المعوقين.
- اللجنة المنظمة للمؤتمر الدولي الثالث للإعاقة والتأهيل الذي نظمته مؤسسة سلطان بن عبد العزيز آل سعود الخيرية، ومركز الأمير سلمان لأبحاث الإعاقة، وجمعية الأطفال المعوقين.
- اللجنة العلمية للمؤتمر الدولي الثالث للإعاقة والتأهيل الذي نظمته مؤسسة سلطان بن عبد العزيز آل سعود الخيرية، ومركز الأمير سلمان لأبحاث الإعاقة، وجمعية الأطفال المعوقين.

## الندوات والمؤتمرات
- المؤتمر العام لليونسكو، الدورة التاسعة والعشرون[3]
- ندوة تجارب دمج ذوي الاحتياجات التربوية الخاصة في دول مجلس التعاون الخليجي التي نظمتها جامعة الخليج بالتعاون مع مؤسسة سلطان بن عبد العزيز آل سعود الخيرية[3]
- مؤتمر الاتحاد العالمي للمكفوفين بالشرق الأوسط.
- المؤتمر القومي لاتحاد هيئات رعاية الفئات الخاصة والمعوقين: ذوو الاحتياجات الخاصة والقرن الحادي والعشرون في الوطن العربي.
- مؤتمر التأهيل الدولي الأول للمنطقة العربية ومؤتمر الخليج الثاني للتأهيل الصحي.
- مؤتمر اللجنة التنفيذية للاتحاد العالمي للمكفوفين.
- ندوة الاتجاهات المعاصرة في التعليم والتأهيل المهني للمعوقين سمعياً التي نظمتها الأمانة العامة للتربية الخاصة بوزارة المعارف في المملكة العربية السعودية.
- مؤتمر اللجنة التنفيذية للاتحاد العالمي للمكفوفين.
- المؤتمر الأول للجمعية السعودية الخيرية لرعاية الأطفال المعوقين.
- المؤتمر الدولي الثاني للإعاقة والتأهيل الذي نظمه مركز الأمير سلمان لأبحاث الإعاقة وجمعية الأطفال المعوقين.
- المؤتمر العربي حول إدماج ذوي الاحتياجات التربوية الخاصة في التعليم النظامي الذي نظمه مكتب اليونسكو الإقليمي للتربية في الدول العربية بالتعاون مع المنظمة الإسلامية للتربية والثقافة والعلوم ورعاية الأطفال السويدية ورعاية الأطفال البريطانية.
- المؤتمر الأول حول الإعاقة والتأهيل والدمج الذي نظمته منظمة التأهيل الدولي للمنطقة العربية بالتعاون مع المركز الوطني للتنمية والتأهيل في لبنان.
- الملتقى العربي الأول للموهوبين المعوقين الذي نظمته مؤسسة الملك عبد العزيز ورجاله لرعاية الموهوبين.
- الملتقى التشاوري الأول لخبراء التعليم العرب في دمج ذوي الاحتياجات التربوية الخاصة في التعليم النظامي الذي نظمته الأمانة العامة للتربية الخاصة بوزارة المعارف في المملكة العربية السعودية.
- مؤتمر تطوير وتوحيد خط برايل العربي في مجال الحاسب الآلي ورموز الاختصارات والعلوم والرياضيات الذي نظمته الأمانة العامة للتربية الخاصة بوزارة التربية والتعليم في المملكة العربية السعودية.
- ندوة تـوفير النقل للمعـوقين وذوي الاحتياجات الخاصة التي نظمتها وزارة المواصلات في المملكة العربية السعودية.
- نـدوة دمج ذوي الاحتياجـات الخاصة في التعليم النظامي التي نظمها مكتب اليونسكو الإقليمي في الدول العربية بيروت بالتعاون مع المنظمة الإسلامية للتربية والثقافة والعلوم وجمعية المعوقين في المغرب.
- المهرجان الأول لرعاية المعوقين وتأهيلهم الذي نظمته وزارة العمل والشؤون الاجتماعية بالمملكة العربية السعودية
- اللقاء التربوي الأول للتربية الخاصة: رؤى وتطلعات الذي نظمته إدارة التربية والتعليم للبنات بمكنة المكرمة
- الملتقى الرابع للجمعية الخليجية للإعاقة: ذوو الاحتياجات الخاصة من التشخيص إلى التوظيف الذي نظمته جمعية النهضة النسائية تحت رعاية مؤسسة سلطان بن عبد العزيز آل سعود الخيرية بالتعاون مع الجمعية الخليجية للإعاقة
- ندوة تطوير الأداء في مجال الوقاية من الإعاقة التي نظمها مشروع تطوير البرامج التربوية لفئات المعاقـين بدول الخليج العربية بدعم من مكتب التربية العربي لدول الخليج
- الملتقى الخامس للجمعية الخليجية للإعاقة: تكافؤ الفرص الذي نظمته وزارة الشؤون الاجتماعية والعمل بالكويت والجمعية الكويتية لرعاية المعوقين بالتعاون مع الجمعية الخليجية للإعاقة
- مؤتمر التربية الخاصة: الواقع والمأمول الذي نظمته كلية التربية بالجامعة الأردنية.
- ملتقى مؤسسة سلطان بن عبد العزيز آل سعود الخيرية للتربية الخاصة الذي نظمته مؤسسة سلطان بن عبد العزيز آل سعود الخيرية بمدينة سلطان بن عبد العزيز للخدمات الإنسانية
- الندوة شبه الإقليمية حول دمج ذوي الاحتياجات الخاصة في التعليم النظامي التي نظمها المكتب الإقليمي لليونسكو في الدول العربية بيروت بالتعاون مع المنظمة الإسلامية للتربية والثقافة والعلوم ورعاية الأطفال السويدية ورعاية الأطفال البريطانية
- ندوة التربية الخاصة في المملكة العربية السعودية: مواكبة التحديث والتطلعات المستقبلية التي نظمها قسم التربية الخاصة في كلية التربية بجامعة الملك سعود.
- الملتقى السادس للجمعية الخليجية للإعاقة: نحو مشـاركة فاعلة على قدم المساواة الذي نظمته الجمعية العمانية للمعوقين بالتعاون مع الجمعية الخليجية للإعاقة.
- ملتقى واقع التربية الخاصة في المملكة العربية السعودية الذي نظمته مدارس رياض الخزامى للتربية الخاصة.
- المؤتمر العلمي الثالث لمركز رعاية وتنمية الطفولة بجامعة المنصورة: «التربية وحقوق الطفل في الوطن العربي – بين التشريع والتطبيق» الذي نظمته الجامعة.
- المؤتمر العلمي الإقليمي للموهبة الذي نظمته مؤسسة الملك عبد العزيز ورجاله لرعاية الموهوبين.
- المؤتمر الدولي لصعوبات التعلم الذي نظمته الأمانة العامة للتربية الخاصة بوزارة التربية والتعليم في المملكة العربية السعودية.
- الملتقى السابع للجمعية الخليجية للإعاقة: الإعلام والإعاقة علاقة تفاعلية الذي نظمته المؤسسة العامة لرعاية المعوقين بمملكة البحرين بالتعاون مع الجمعية الخليجية للإعاقة.
- ملتقى التربية الخاصة الذي نظمته الأمانة العامة للتربية الخاصة بوزارة التربية والتعليم في المملكة العربية السعودية.
- المؤتمر الثالث للتربية الخاصة الذي نظمته كلية التربية بجامعة قطر.
- ملتقى مؤسسة سلطان بن عبد العزيز آل سعود الخيرية للمعوقين وأولياء أمورهم الذي نظمته المؤسسة بمدينة سلطان بن عبد العزيز للخدمات الإنسانية.
- ندوة التعليم الشامل التي نظمها المركز العربي للبحوث التربوية لدول الخليج بالكويت.
- الملتقى الأول لجمعية المكفوفين الخيرية بمنطقة الرياض الذي نظمته الجمعية.
- ندوة الإعلام وقضايا الإعاقة التي نظمها قسم التربية الخاصة في كلية التربية بجامعة الملك سعود بالتعاون مع الجمعية السعودية للإعلام والاتصال والأمانة العامة للتربية الخاصة بوزارة التربية والتعليم في المملكة العربية السعودية.
- الملتقى الثامن للجمعية الخليجية للإعاقة: الإعاقة والخدمات ذات العلاقة الذي نظمته جمعية أولياء الأمور بالشارقة.
- الدورة الخامسة عشرة للموسم الثقافي التربوي: التعليم الجامع طريق التربية إلى المستقبل التي نظمها المركز العربي للبحوث التربوية لدول الخليج بالكويت.
- اللقاء التشاوري الأول للجمعيات الخيرية والجهات المعنية بخدمات المعوقين والذي نظمه مركز الأمير سلمان لأبحاث الإعاقة ومؤسسة سلطان بن عبد العزيز آل سعود الخيرية بالتعاون مع وزارة الشؤون الاجتماعية في المملكة العربية السعودية.
- الندوة العلمية السنوية العاشرة للاضطرابات التواصلية: إعداد الكوادر المتخصصة: الواقع والمأمول التي نظمها مركز جدة للنطق والسمع.
- المؤتمر الدولي للتربية في دورته الثامنة والأربعين والتي تم تخصيصها لمناقشة موضوع التعليم الشامل.
- المؤتمر الدولي الذي تم تنظيمه بمناسبة مرور مائتي عام على ميلاد لويس برايل.
- اللقاء التشاوري الثاني للجمعيات الخيرية والجهات المعنية بخدمات المعوقين الذي نظمه مركز الأمير سلمان لأبحاث الإعاقة بالتعاون مع جمعية سيهات للخدمات الاجتماعية.
- الملتقى التاسع للجمعية الخليجية للإعاقة: التقنية المساعدة لذوي الاحتياجات الخاصة: الطريق إلى المستقبل الذي نظمه مركز الشفلح لذوي الاحتياجات الخاصة في الدوحة بالتعاون مع الجمعية الخليجية للإعاقة.
- المنتدى الأول للإعاقة بمدينة تبوك الذي نظمته جمعية الملك عبد العزيز الخيرية.
- ملتقى التربية الخاصة بمحافظة المجمعة في المملكة العربية السعودية الذي نظمته إدارة التربية والتعليم للبنات.
- مؤتمر واجب المجتمع تجاه الطفل المعاق الذي نظمه المجلس العربي للطفولة والتنمية.
- الملتقى الدولي الأول لتقنيات المعوقين بصرياً الذي نظمته مؤسسة زايد العليا للرعاية الإنسانية وذوي الاحتياجات الخاصة بالتعاون مع المجموعة التخصصية للإعاقة البصرية التابعة للجمعية الخليجية للإعاقة.
- اللقاء التشاوري الثالث للجمعيات الخيرية والجهات المعنية بخدمات المعوقين الذي نظمه مركز الأمير سلمان لأبحاث الإعاقة بالتعاون مع جمعية عنيزة للتنمية والخدمات الإنسانية.
- الندوة العلمية الثالثة التي نظمها مركز الأمير سلطان بن عبد العزيز بالمدينة المنورة.
- مؤتمر إعداد معلم التربية الخاصة للإعاقات البسيطة والمتوسطة الذي نظمته كلية التربية بجامعة الكويت.
- الملتقى العاشر للجمعية الخليجية للإعاقة برامج تأهيل المعوقين بدول مجلس التعاون الخليجي: تشخيص الواقع واستشراف المستقبل الذي نظمه مركز شموع الأمل للتأهيل والتربية الخاصة بالمنطقة الشرقية بالتعاون مع الجمعية الخليجية للإعاقة.
- المؤتمر العلمي لكلية التربية بجامعة بنها اكتشاف ورعاية الموهوبين بين الواقع والمأمول الذي نظمته الجامعة.
- المائدة المستديرة حول العنف الموجه ضد ذوي الاحتياجات الخاصة التي نظمها المجلس العربي للطفولة والتنمية.
- اللقاء التشاوري الرابع للجمعيات الخيرية والجهات المعنية بخدمات المعنية بخدمات المعوقين الذي نظمه مركز الأمير سلمان لأبحاث الإعاقة.
- المؤتمر العام للاتحاد الآسيوي للمكفوفين الذي نظمه الاتحاد الآسيوي للمكفوفين بمشاركة الاتحاد العالمي للمكفوفين والمنظمات الدولية المعنية بذوي الإعاقة البصرية في العالم.
- مؤتمر جامعة الإمارات الإقليمي لذوي الاحتياجات الخاصة الذي نظمته عمادة شؤون الطلبة وقسم التربية الخاصة بكلية التربية.
- مؤتمر التميز المؤسسي المدرسي الثاني الذي نظمه مجلس الشارقة للتعليم.
- اللقاء التشاوري الخامس للجمعيات الخيرية والجهات المعنية بخدمات المعوقين الذي نظمه مركز الأمير سلمان لأبحاث الإعاقة.
- الملتقى العالمي الذي نظمه الاتحاد العالمي للمكفوفين والمجلس العالمي لتربية وتعليم ذوي الإعاقة البصرية، والجمعية التايلاندية للمكفوفين.
- ورشة عمل تدريبية بعنوان: «نحو بيئة آمنة لحماية الطفل العربي ذي الإعاقة من الإساءة» التي نظمها المجلس العربي للطفولة والتنمية.

## المؤلفات والبحوث
- بحث: واقع الخدمات الجامعية في مجال تربية وتأهيل المعوقين، (1413هـ 1992م).
- بحث: دمج الأطفال المعوقين بصرياً في المدارس العادية: طبيعته، برامجه، ومبرراته، عام (1413هـ/1992م).
- بحث: المنهج الإضافي ودوره في تنمية المهارات التعويضية لدى الأطفال المعوقين بصرياً (1411هـ 1991م).
- بحث: مدى تأثير الاختلافات الأورثوغرافية علـى السلوك القرائي لدى الطلاب المكفوفين في المرحلة الثانوية.
- واقع البيئة التربوية في القسم التعليمي بمركز رعاية وتأهيل المعوقين بالرياض: دراسة حالة.
- كتاب: مسيرة التربية الخاصة بوزارة المعارف في ظـلال الذكـرى المئوية لتأسيس المملكة العربية السعودية.
- تجربة المملكة العربية السعودية في مجال دمج الأطفال ذوي الاحتياجات التربوية الخاصة في المدارس العادية.
- تطوير وتوحيد خط برايل العربي في مجال الحاسب الآلي ورموز الاختصـارات والعلـوم والرياضيات (مشروع علمي).
- كتاب: دمج الأطفال ذوي الاحتياجات الخاصة في التعليم العام: رؤية تربوية.
- نظام رعاية المعوقين في المملكة العربية السعودية: عرض وتحليل.
- برامج التربية الخاصة في الكليات والجامعات السعودية: الواقع والمستقبل.
- مشروع: تطوير البرامج التربوية لفئات المعاقين في الدول الأعضاء بمكتب التربية العربي لدول الخليج.
- الدراسة الوطنية لتقويم تجربة المملكة العربية السعودية في مجال دمج التلاميذ ذوي الاحتياجات التربوية الخاصة في مدارس التعليم العام.
- كتاب: مسيرة التربية الخاصة في المملكة العربية السعودية: من العزل إلى الدمج.
- دمج التلاميذ ذوي الاحتياجات التربوية الخاصة في مدارس التعليم العام: «النموذج السعودي».
- الوثائق الناصة على حقوق التلاميذ ذوي الاحتياجات التربوية الخاصة: «وقفة تشخيصية ورؤية مستقبلية».
- معلم التربية الخاصة في المملكة العربية السعودية: إعداده الأكاديمي، دوره التربوي، أهمية رسالته والحوافز المقدمة له.
- اكتشاف ورعاية الموهوبين في العالم العربي: «التجربة السعودية نموذجاً».
- تجربة المملكة العربية السعودية في مجال دمج التلاميذ ذوي الاحتياجات التربوية الخاصة في مدارس التعليم العام: «قصة نجاح».
- وقفة تأملية ورؤية مستقبلية لبرامج إعداد معلمي التربية الخاصة في المملكة العربية السعودية.
- أساسيات تعليم برايل للمبصرين في المرحلة الجامعية.
- أقسام التربية الخاصة في الجامعات العربية: دراسة تقويمية.
- الدمج التربـوي في دول مجلس التعاون الخليجي: توثيق الماضي، وتشخيص الحاضر، واستشراف المستقبل.

### بالإنجليزية
Reading and Teaching of Braille in Schools for the Blind in Saudi Arabia. Doctoral Dissertation, Department of Special Education, Vanderbilt University. Nashville, TN, USA, 1987.
Challenges faced by inclusive education in the Arab region. Paper presented at the International Conference on education; organized by UNESCO in Geneva, Switzerland, during the period 24 28 November, 2008.
The Braille System in the Arab World: Past and Present. Paper presented at the International Conference Held in Commemoration of the Bicentenary of Louis Braille's Birth; organized in Paris, France, during the period from 4-8 January, 2009.
The Experience of the Kingdom of Saudi Arabia in Mainstreaming Students with Special Educational Needs in Public Schools: "A Success Story". This book was prepared with financial support from the UNESCO Regional Bureau for Education in the Arab States – Beirut, and it was Published by The Arab Bureau of Education for the Gulf States 1431 / 2010

## وصلات خارجية
- موقع مجلس الشورى السعودي الرسمي.
- معرض صور مجلس الشورى السعودي.